# Manuel Belgrano

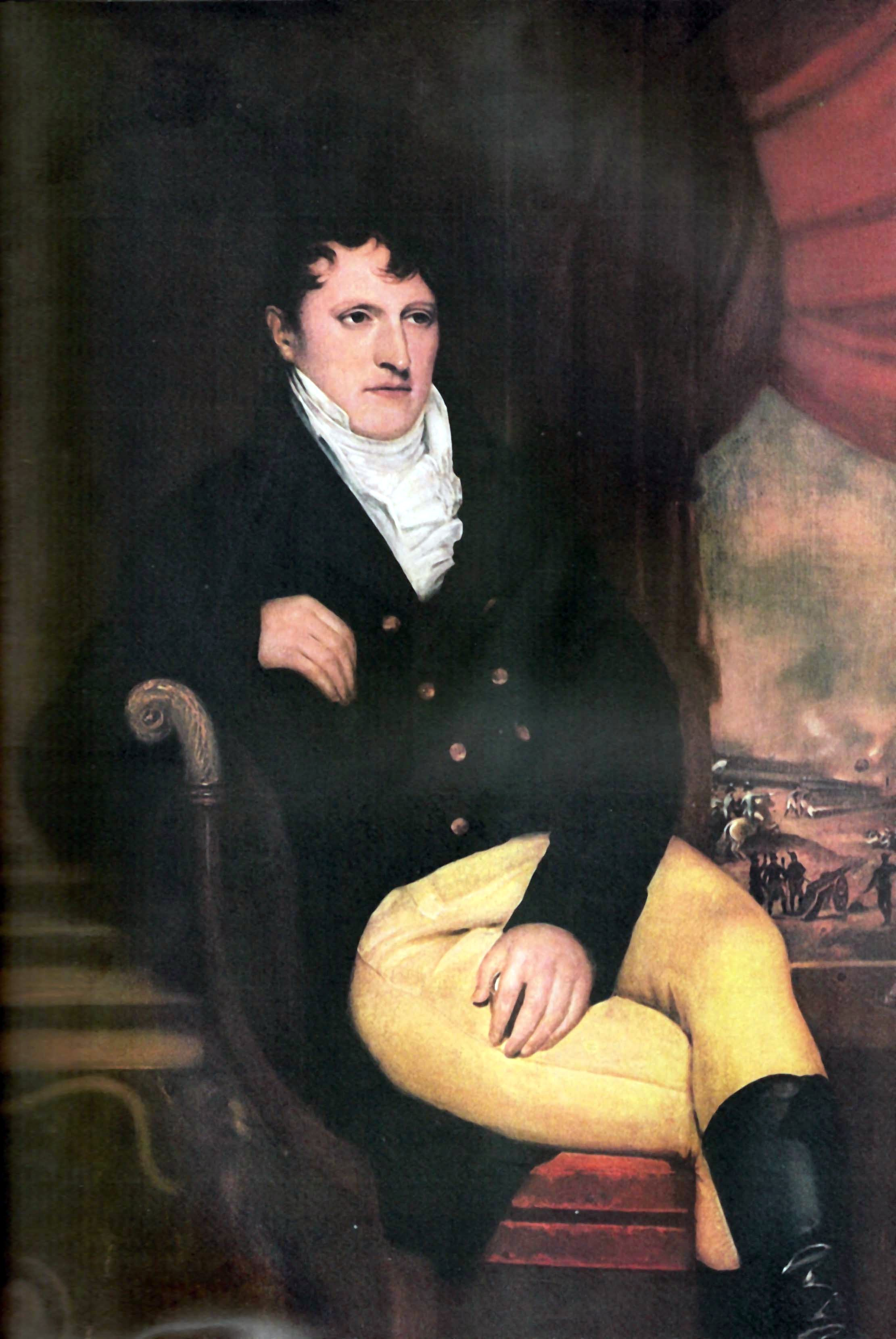
Gemälde von Casimir Carbonnier, 1815

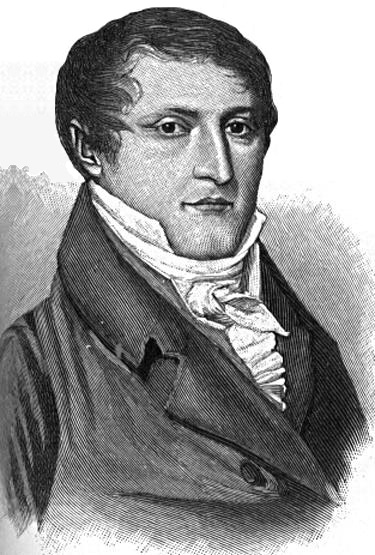
Manuel Belgrano

Manuel José Joaquín del Corazón de Jesús Belgrano (* 3. Juni 1770 in Buenos Aires; † 20. Juni 1820 ebenda) war ein argentinischer Anwalt, Politiker und General.

## Leben

### Jugend und Studium
Manuel Belgrano wurde am 3. Juni 1770 in Buenos Aires als viertes Kind des italienischen Geschäftsmannes Domingo Belgrano y Peri aus seiner Ehe mit der Argentinierin María Josefa González Islas y Casero geboren. Er absolvierte in der Heimatstadt die San Carlos Schule, wo er Latein, Philosophie, Logik, Physik, Metaphysik und Literatur studierte und 1786 seinen Abschluss machte. Sein Vater war als Kaufmann ausreichend erfolgreich und konnte seine beiden Söhne Francisco und Manuel zur Ausbildung nach Europa schicken. Manuel Belgrano studierte Jura in Spanien in der Nähe der dortigen intellektuellen Elite und bildete sich in lebenden Sprachen, politischer Ökonomie und im Öffentlichen Recht. Seine vorrangig gelesenen Autoren waren Rodríguez de Campomanes, Melchor de Jovellanos, Adam Smith und François Quesnay. Trotz des Einflusses der Französischen Revolution blieb er ein treuer Katholik und Monarchist.

### Arbeit als Konsularsekretär
Im Jahre 1794 kehrte er an den Río de la Plata zurück, um als Sekretär des königlichen Konsulats von Buenos Aires zu arbeiten, welches die wirtschaftliche Entwicklung in der Region fördern sollte. 1799 gründete er die Academia de Náutica. Er war an der Gründung der ersten Zeitung von Buenos Aires beteiligt, dem Telégrafo Mercantil, die von Francisco Cabello y Mesa herausgegeben wurde. Die Zeitung wurde 1802 wegen Kritik und Parodien an den Behörden auf Anweisung des spanischen Vizekönigs Joaquín del Pino verboten. Als die Briten unter General William Carr Beresford 1806 Buenos Aires besetzten, flüchtete Belgrano aus der Stadt und erhielt in der Mercedes-Kapelle im Banda Oriental Asyl. Die schwachen britischen Truppen konnten bald von königlichen Truppen unter Führung von Santiago de Liniers vertrieben werden und die spanische Autorität wurde wiederhergestellt. Die ganze Stadt begann sich auf die Abwehr einer neuen britischen Invasion vorzubereiten. Belgrano kehrte nach der Rückeroberung nach Buenos Aires zurück und wurde im Regiment von Cornelio Saavedra zum Offizier ernannt, gleichzeitig begann er damit, Militärtaktik zu studieren. Nach dem erfolgreichen Widerstand vom Juli 1807 gegen die Briten nahm Belgrano seine Arbeit im Konsulat wieder auf und gab sein Militärstudium auf. Nach seinem Exil in Bayonne war König Ferdinand VII. im Mutterland Spanien entmachtet worden. Belgrano wurde darauf im Rio de la Plata der wichtigste Befürworter der politischen Bewegung der Carlotisten, einer Reaktion auf die jüngsten Entwicklungen in Europa, wo Spanien bald mit Frankreich im Krieg lag. Der Zweck dieser wenig erfolgreichen Bewegung wollte die Autorität des abgesetzten Königs durch die Schwester von Ferdinand, Carlota Joaquina de Borbón, die damals in Rio de Janeiro lebte, ersetzen.

### Maiaufstand und Feldzug nach Paraguay
1810 kam ein neuer Vizekönig, Baltasar de Cisneros, aus Europa in Buenos Aires an, um Liniers abzulösen. Belgrano trat im April 1810 von seinem Konsulatamt zurück und zog aufs Land. Kurze Zeit später erhielt er einen Brief von seinen Freunden, die ihn baten, nach Buenos Aires zurückzukehren und sich den revolutionären Bewegungen anzuschließen. Belgrano und Saavedra, Vertreter des Militärs und der intellektuellen Klasse, forderten von Cisneros Befugnisse, um einen offenen Cabildo anzufordern, ohne jedoch eine Antwort zu erhalten. Belgrano nahm daraufhin an der argentinischen Mai-Revolution teil und wurde Sprecher der Ersten Junta (Regierung). Der offene Cabildo tagte am 22. Mai, der folgende Aufruhr endete, als sich die alte Junta am 25. Mai auflöste und durch die neue Primera Junta ersetzt wurde.
Drei Monate nach der Gründung der Primera Junta wurde Belgrano zum Oberbefehlshaber eines kleinen Korps ernannt, das nach Corrientes, Santa Fe, Paraguay und Banda Oriental gesandt wurde. Er leitete die so genannte Paraguay-Expedition (Expedición Libertadora al Paraguay), die das Ziel hatte, Paraguay zur Unabhängigkeit von Spanien zu zwingen. Gleichzeitig sollte Paraguay der Argentinischen Föderation beitreten. Der Feldzug endete im Desaster: Nachdem sie den fast 1.000 Meter breiten Paraná-Fluss überquert hatte, fand sich die "patriotische Armee" bald ohne ausreichende Vorräte. Belgrano wurde bei Paraguarí (1811) und in der Schlacht bei Tacuarí (9. März 1811) besiegt und Paraguay erklärte sich für unabhängig. Unter der Herrschaft von José Gaspar Rodríguez de Francia brach Paraguay auch die Beziehungen zu Buenos Aires ab und blieb danach mehrere Jahre isoliert.

### Im Unabhängigkeitskrieg
Um die Truppen der argentinischen Unabhängigkeitsbewegung zu kennzeichnen, entwarf General Belgrano eine weiß-hellblaue Flagge, die aber von der Regierung zunächst nicht genehmigt wurde. Erst später wurde sie als Flagge der Provincias Unidas del Río de la Plata (um 1816 der Name des heutigen Argentiniens und Uruguays) durch den Kongress von Tucumán akzeptiert. Belgrano kreierte eine Flagge, die erstmals am 27. Februar 1812 in Rosario in der Nähe des Flusses Paraná gehisst wurde. Am selben Tag wurde er zum Nachfolger von General  Pueyrredon ernannt und erhielt die Befehlsgewalt über die Nordarmee, die in San Salvador de Jujuy stationiert war. Als die königlichen Truppen mit der Offensive begannen, ordnete er den Auszug aus Jujuy an (Éxodo Jujeño) an. Im August 1812 erfolgte die Invasion der spanischen Armee, die aus 3.000 Mann unter Befehl des Generals Pío de Tristán stand. In Tucumán gab er am 24. September 1812 den Befehl, die königlichen Truppen anzugreifen. Am 11. Februar 1813 hatte der Großteil seiner Truppen den Fluss Pasaje überquert, unerwartet erscheinen sie nach einem schwierigen Marsch durch die Schlucht von Chachapoyas im Norden, isolierten die königlichen Truppen unter Tristán von ihren Stützpunkten und erreichten am 20. Februar den Sieg in der Schlacht bei Salta. Die konstituierende Versammlung entschied sich am 8. März, Belgrano mit 40.000 Pesos und einem goldenen Säbel für den glänzenden Triumph zu belohnen.
Nach den Triumphen von Tucumán und Salta forderte die Regierung im Juni 1813, einen Feldzug nach Alt-Peru zu führen. Belgrano, der sich gerade vom Malaria-Fieber erholte, führte ein Korps nach Potosi, scheiterte dann aber am 1. Oktober 1813 in der Schlacht bei Vilcapugio gegen Truppen des neuen spanischen Befehlshaber Joaquín de la Pezuela. Belgranos Truppen wurden in Richtung der Hochebene der Pampa abgedrängt und am 14. November in der Schlacht von Ayohuma nach dreistündigen Kämpfen vollständig von Pezuelas Truppen besiegt.

### Letzte Lebensperiode
Das Regierungsoberhaupt Gervasio Posadas forderte Belgrano auf, nach Buenos Aires zurückzukehren und sich wegen der Niederlagen bei Vilcapugio und Ayohuma zu verantworten. Der neu eingetroffene General San Martín weigerte sich, Belgrano wegen dessen schlechter Gesundheit auszuliefern, stimmte aber schließlich zu, Belgrano vorerst nach Córdoba zu schicken, um dort den Ausgang des Prozesses abzuwarten.
In dieser Zeit war auch der spanische König Ferdinand VII. auf den Thron zurückgekehrt und hatte seine absolutistische Restauration begonnen, was schwerwiegende Folgen für die Regierungen in Amerika hatte. 1814 wurde Belgrano zusammen mit Bernardino Rivadavia auf diplomatische Mission nach Europa geschickt, um dort Verhandlungen über die Errichtung einer unabhängigen, konstitutionellen Monarchie am Río de la Plata zu führen. Als er 1816 zurückkehrte und im gleichen Jahr am Kongress von Tucumán (6. Juli) teilnahm, schlug er dort vor, die Regierung des unabhängigen Argentiniens als moderate Monarchie im Stile der Inkas zu gestalten. Am 9. Juli unterzeichnete der Kongress die Unabhängigkeitserklärung von Spanien. Die von Belgrano entworfene Flagge, die ohne ein Gesetz benutzt wurde, wurde als Nationalflagge akzeptiert.

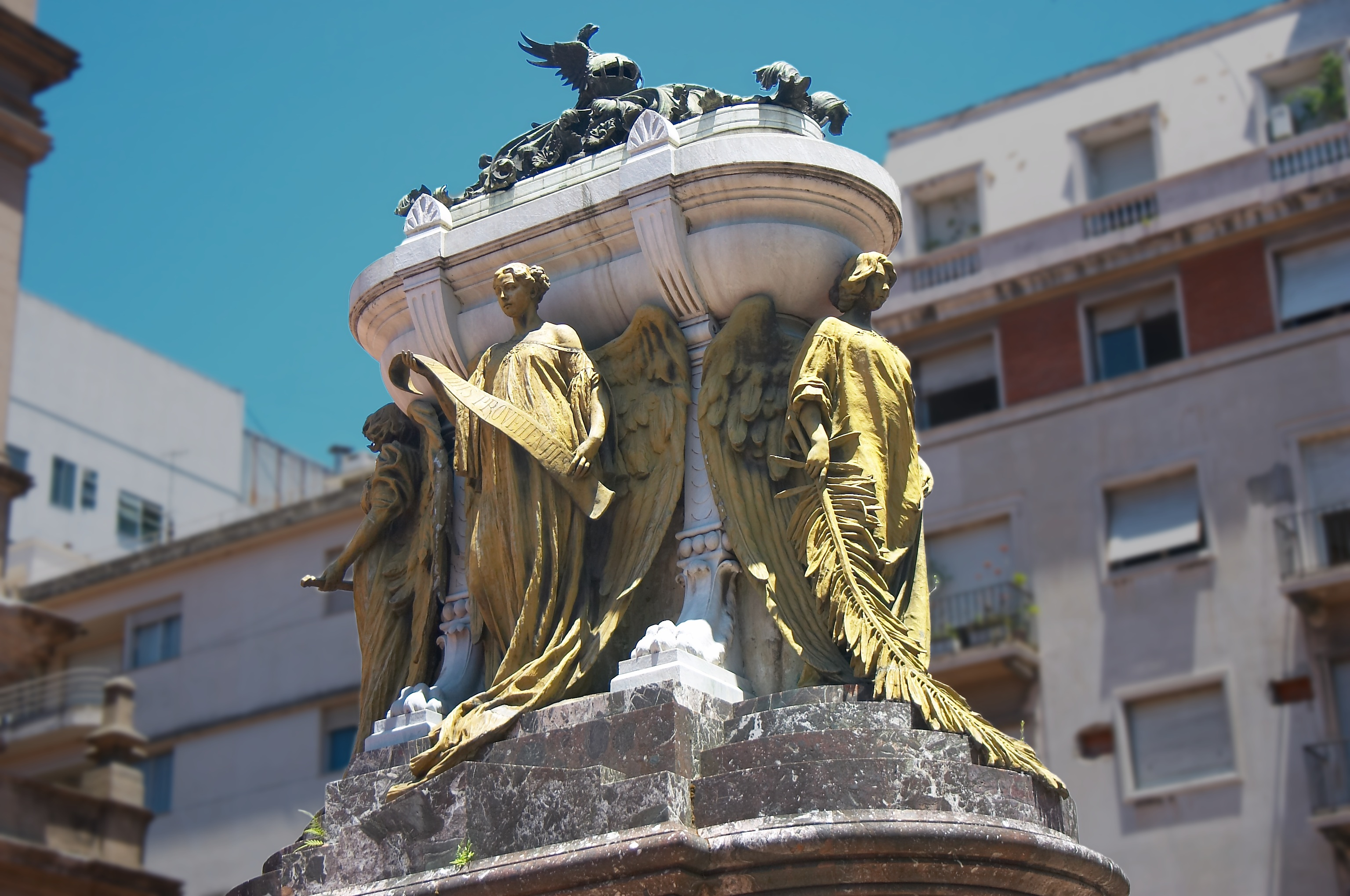
Das Mausoleum von Manuel Belgrano im Convento de Santo Domingo in Buenos Aires

1819 befand sich Buenos Aires im Krieg mit José Gervasio Artigas und Estanislao López und forderte Belgrano auf, an dem Konflikt teilzunehmen. Noch vor seiner Ankunft unterzeichneten die Gouverneure Estanislao López und Juan José Viamonte einen achttägigen Waffenstillstand, um Friedensverhandlungen aufzunehmen. Belgranos Truppen konzentrierten sich an der Grenze zwischen Santa Fe und Córdoba, von wo er, wenn nötig, entweder in das Litoral oder in den Norden ziehen konnte. Sein Gesundheitszustand verschlechterte sich derartig, dass er vom Obersten Direktor uneingeschränkt beurlaubt wurde. Er übergab das Kommando an Fernández de la Cruz und zog nach Tucumán, wo er kurzfristig vom Gouverneur Feliciano de la Motta festgesetzt wurde. Als Bernabé Araoz die Regierung von Tucumán übernahm, wurde Belgrano sofort freigelassen. Er kehrte nach Buenos Aires zurück, zum Haus seiner Eltern. Zu diesem Zeitpunkt hatte die Schlacht von Cepeda die Autorität der Obersten Direktoren beendet und die Periode einer mehrjährigen Anarchie war angebrochen. Am 20. Juni 1820 starb Belgrano im Alter von 50 Jahren an Wassersucht. Juan Sullivan führte die Autopsie durch, der Befund zeigte hohe Flüssigkeitsmengen in mehreren Ödemen und einen Tumor im rechten Epigastrium.

## Ehrungen
- Sein Todestag, der 20. Juni, ist heute in Argentinien ein gesetzlicher Feiertag, der Día de la Bandera (Tag der Argentinischen Flagge, die er schuf). Daran erinnert auch das Flaggendenkmal in Rosario.
- Die argentinische Marine hat zwei Schiffe ihm zu Ehren benannt: Das erste war der Panzerkreuzer General Belgrano von 1897, der bis 1933 im aktiven Dienst verblieb (und danach noch 14 Jahre als Depotschiff diente). 1956 wurde der ehemalige amerikanische Leichte Kreuzer Phoenix von Argentinien angekauft und in General Belgrano umbenannt. Dieses Schiff wurde am 2. Mai 1982 während des Falklandkrieges versenkt.
- Ein Bild von ihm ist heute auf dem 10-Peso-Geldschein Argentiniens abgebildet.
- Das Departamento Doctor Manuel Belgrano, die Kleinstadt Villa General Belgrano sowie in Buenos Aires die Avenida Belgrano und der Stadtteil Belgrano wurden nach ihm benannt.
- Der Sportverein Club Atlético Belgrano wurde nach ihm benannt.
- Der Asteroid des äußeren Hauptgürtels (2808) Belgrano ist nach ihm benannt.[1]